# 小封神
小封神是台灣作家許丙丁以台南市的廟宇為舞台的台語神怪小說和漫畫，著於日治時代。

## 概要
台語原版共24回，內容以台南的廟宇為舞台，描寫神明鬥法，同時融合台南的歷史典故。日治時代昭和6年（1931年）～7年（1932年）在「三六九小報」連載，戰後改寫為中文版，1967年由東映影業公司拍成電影。

## 登場處所及人物
小上帝陣營（含提供醫療、出借物品者）
- 小上帝廟－小上帝爺、康元帥、趙元帥、托塔天王李靖、黃巾力士
- 萬福庵－觀音大士、齊天大聖
- 下太子宮－哪吒三太子
- 五穀王廟－五穀王，協助雷震子擊退鹿角大仙
- 興濟宮－孫真人，提供莫兒比涅丹救治托塔天王
- 藥王廟－神農聖人，提供回魂草救治眾仙
- 五龍山雲霄洞－文殊廣法天尊，出借定慧珠
- 太華山雲霄洞－赤精子，出借照妖鏡

神妖聯盟陣營（含出借物品者）
- 媽祖宮－天上聖母媽祖、千里眼、順風耳
- 文昌祠－魁星
- 關帝廟（武廟）－關聖帝、關平
- 孔子廟－孔夫子、三千弟子、管仲
- 煙盤山芙蓉洞－龜靈聖母
- 南廠保安宮－龜靈聖母石化肉身供奉處
- 無底山鹿角洞色界四魔王－鹿角大仙、金魚大仙、烏皮將軍、緣投魔王
- 牛頭山黑幕洞－馬扁禪師、生擒童子
- 開元寺－四大金剛
- 吳園－色界四魔王及四大金剛臨時住所
- 臨水夫人廟－臨水夫人、十二婆姐、火燒婆姐，出借混元金斗給金魚大仙
- 開隆宮－七星娘娘
- 五妃廟－五妃娘娘

中立勢力
- 大上帝廟玄天上帝
- 管城山文寶洞－中書君（又稱中書老人）、磨墨童子
- 重慶寺－報司爺（速報司），被金魚大仙偷取醋矸
- 新町－水守爺，被金魚大仙換取迷魂幡
- 縣口尾－雲夢山王禪老祖
- 運河口－西海龍王
- 安海街土地公
- 西羅殿－郭聖王
- 靈霄殿－李老君（掌教老師）、太白金星、鴻鈞老祖、燃燈老佛、南極仙翁、白鶴童兒
- 天竺國－準提道人、接引道人
- 地獄－十殿閻羅
- 魯班公（公輸子）
- 金魔王
- 玉虛宮元始天尊
- 三霄娘娘

- 申公豹

其餘處所
- 諸羅霞海城隍廟
- 馬公廟
- 代書館街
- 三元巷
- 油行尾
- 馬兵營
- 麒麟崖
- 陸軍練兵場
- 山仔頂
- 安平國姓港
- 海安宮
- 風神廟